# Cabralzinho
Carlos Alberto Ferreira Cabral, detto Cabralzinho (Santos, 2 novembre 1945), è un allenatore di calcio ed ex calciatore brasiliano, tecnico del Syrianska.

## Carriera

### Giocatore
Cabralzinho giocò per Santos, São Bento, Fluminense, Palmeiras e Bangu, con un'esperienza negli Stati Uniti d'America con gli Houston Stars.
Nell'estate 1967 con il Bangu disputò il campionato nordamericano organizzato dalla United Soccer Association: accadde infatti che tale campionato fu disputato da formazioni europee e sudamericane per conto delle franchigie ufficialmente iscritte al campionato, che per ragioni di tempo non avevano potuto allestire le proprie squadre. Il Bangu rappresentò gli Houston Stars, che concluse la Western Division al quarto posto finale.

### Allenatore
Iniziò ad allenare nel 1979, allenando tra gli altri il Santos nel 1995 e lo Al-Zamalek in Egitto tra il 2002 ed il 2003 e tra il 2004 ed il 2005. Mentre allenava lo Zamalek rifiutò offerte di lavoro dell'Al-Ahly e della Nazionale di calcio dell'Egitto.
Ha poi allenato l'Espérance in Tunisia dal maggio al novembre 2008 ed aveva già allenato il club africano nel 2007; nel settembre 2009 è stato assunto dall'Al-Ittihad Al-Sakndary.
Nel gennaio 2014 è stato nominato nuovo allenatore del Syrianska, neoretrocesso nella seconda serie svedese, ma dopo sole tre settimane di precampionato lascia l'incarico per motivi personali.

## Palmarès

### Giocatore

#### Competizioni statali
- Campeonato Paulista Série A2: 1

São Bento: 1962
- Torneio Início do Rio de Janeiro: 1

Bangu: 1964
- Campionato Carioca: 1

Bangu: 1966

#### Competizioni nazionali
- Campionato brasiliano: 1

Palmeiras: 1969

### Allenatore

#### Competizioni statali
- Campionato Goiano: 1

Goiás: 1996
- Campionato Mineiro: 1

América-MG: 2001
- Campionato Catarinense: 1

Figueirense: 2002

#### Competizioni nazionali
- Supercoppa d'Egitto: 1

Al-Zamalek: 2001
- Campionato egiziano: 1

Al-Zamalek: 2002-2003
- Coppa di Tunisia: 1

Esperance: 2006-2007

#### Competizioni internazionali
- CAF Champions League: 1

Al-Zamalek: 2002
- Supercoppa d'Africa: 1

Al-Zamalek: 2003